# Кинематограф Уганды

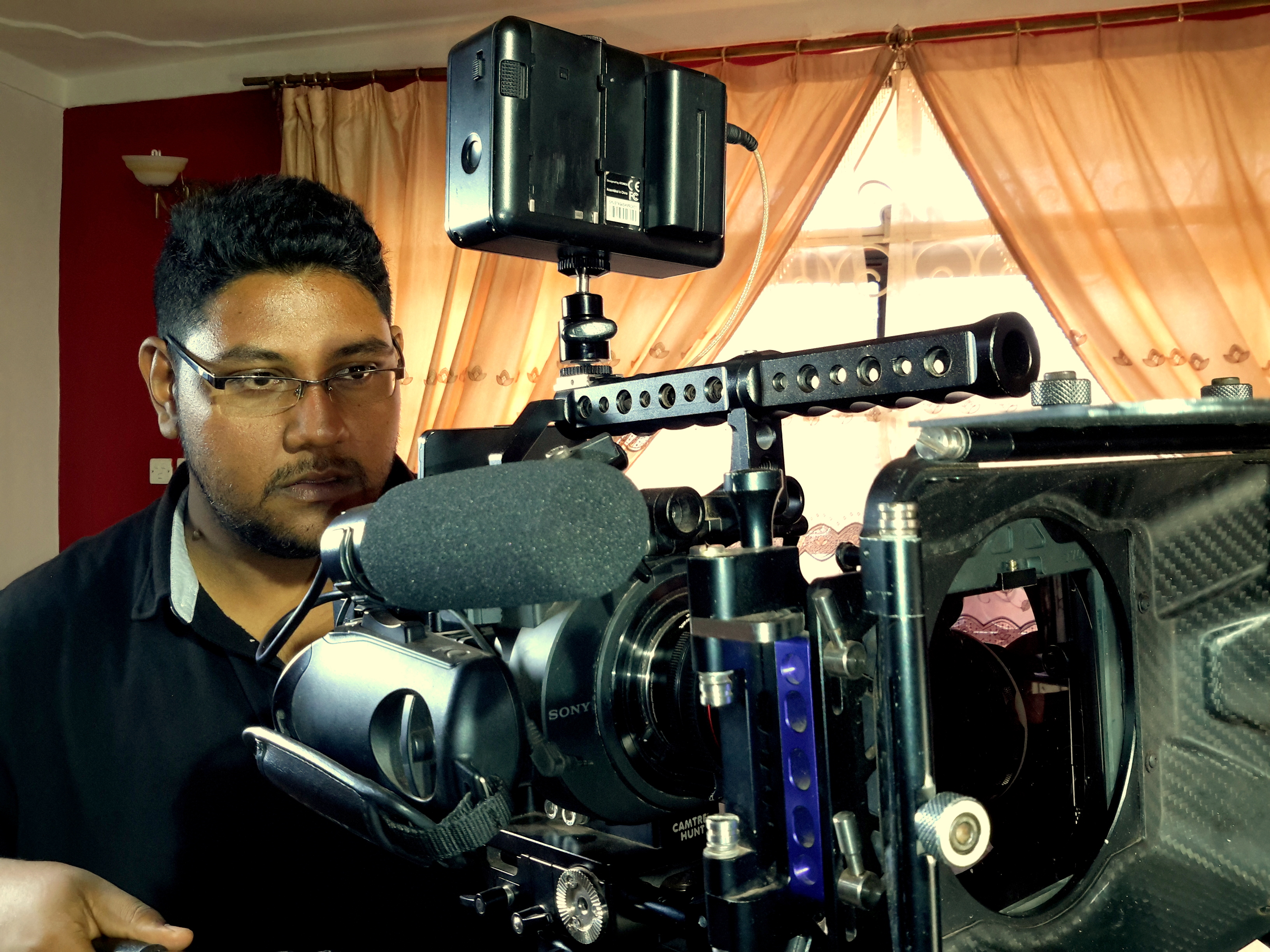
Кинорежиссёр Джаянт Мару

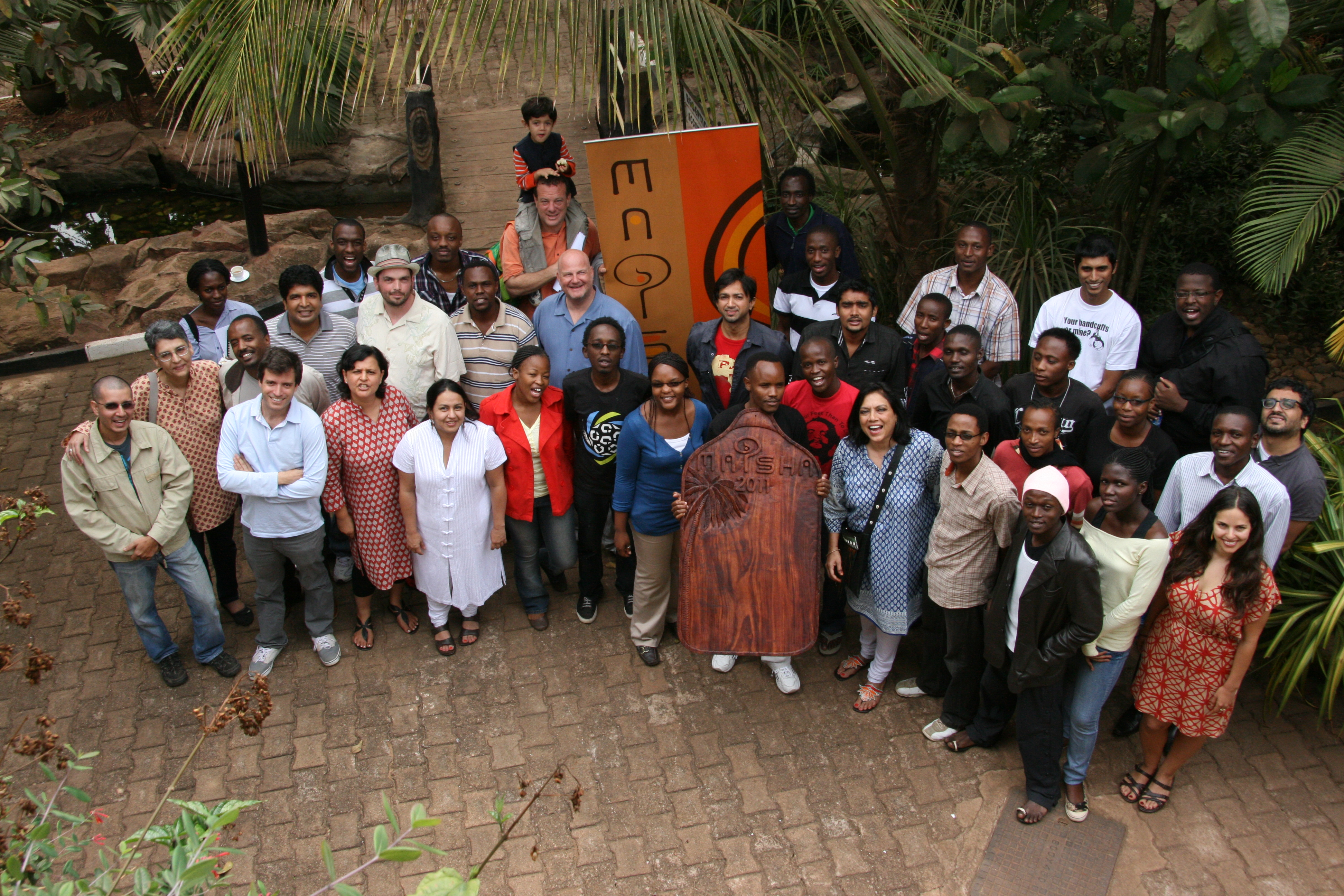
Maisha Film Lab, кинопроизводственная группа из Уганды

Зарождающаяся киноиндустрия в Уганде известна местным жителям как Угавуд (Ugawood) или как Кинауганда (Kinauganda). Постановка 2005 года «Борьба за чувства» режиссёра Ашрафа Ссемвогерере считается первым фильмом Угавуда. Многие утверждали, что наименование постоянно растущей киноиндустрии происходит от Голливуда, так же как Нолливуд и Болливуд. В статье, опубликованной в местной газете Уганды о названии отрасли, цитируются режиссёры Куддзу Исаак, Мэтт Биш и Усама Муквая, которые сказали, что Угавуд будет наиболее подходящим названием для отрасли.
Зрители идут в видеозалы, где рассказчики, называемые «видеошутниками», переводят диалоги и добавляют свои комментарии. Посетители также берут напрокат DVD и смотрят художественные фильмы в прайм-тайм.
Некоторые фильмы финансируются НПО за счёт культурных грантов. Другие фильмы производятся на оборудовании «сделай сам» и с небольшим производственным бюджетом. Несмотря на низкие производственные бюджеты, киноиндустрия Уганды весьма продуктивна. Компания Ramon Film Productions Айзека Набваны, базирующаяся в трущобном районе Вакалиге недалеко от Кампалы, за последние 10 лет выпустила более 40 малобюджетных боевиков. Студия наиболее известна своим фильмом 2010 года «Кто убил капитана Алекса?», производство которого обошлось в 85 долларов.
В индустрии также есть сильный и известный игрок в кино с 2013 года. Джаянт Мару из MAHJ Productions, который подарил Уганде жемчужины BOX Office, такие как The Route, K3NT & KAT3 и Sipi, которые участвовали в  нескольких международных фестивалях и получили ряд наград и премий; его фильмы доступны также на Amazon Prime.
Комиссия по коммуникациям Уганды организует Кинофестиваль Уганды для продвижения киноиндустрии. В 2013 году фильм «Государственное научное бюро» получил четыре награды. В 2014 году фильм The Felistas Fable получил четыре награды, в том числе за лучшую режиссуру Дилмана Дилы. В Кампале ежегодно проводится Международный кинофестиваль «Жемчужина».